# Élection présidentielle française de 1899
 L'élection présidentielle française de 1899  s'est déroulé le 18 février 1899, à la suite du décès du président Félix Faure.
Elle voit l'élection au premier tour du président du Sénat, Émile Loubet, seul candidat déclaré, avec 59,5 % des suffrages exprimés.

## Campagne
Après la mort prématurée du président Faure, l'Assemblée nationale est convoquée, dans le contexte tendu de l'affaire Dreyfus. Le modéré Émile Loubet, notamment soutenu par le dreyfusard Clemenceau et par les parlementaires radicaux, est le seul candidat déclaré des républicains après le retrait de Jules Méline, dont la candidature s'est heurtée à l'hostilité de la gauche. Malgré ce désistement, la plupart des antidreyfusards et des nationalistes votent quand même pour Méline.

## Résultats
824 parlementaires prennent part au vote mais douze bulletins sont déclarés nuls, une dizaine d'entre eux portant le nom du duc d'Orléans. Sur les dix personnes ayant recueilli des votes en leurs noms, seul Émile Loubet s'était officiellement porté candidat. Cette élection marque le début de la désagrégation du Grand cercle républicain et du parti des républicains de gouvernement qui se divisent entre antidreyfusards avec les républicains progressistes, et dreyfusards avec les républicains de gauche, partisans d'un gouvernement de concentration républicaine.
| Candidats            | Candidats             | Étiquettes                                          | Premier tour | Premier tour |
| Candidats            | Candidats             | Étiquettes                                          | Voix         | %            |
| -------------------- | --------------------- | --------------------------------------------------- | ------------ | ------------ |
|                      | Émile Loubet          | Gauche républicaine                                 | 483          | 59,48        |
|                      | Jules Méline          | Républicain progressiste                            | 279          | 34,36        |
|                      | Godefroy Cavaignac    | Parti nationaliste / Groupe de la Défense nationale | 23           | 2,83         |
|                      | Paul Deschanel        | Républicain progressiste                            | 10           | 1,23         |
|                      | Charles Dupuy         | Républicain progressiste                            | 8            | 0,98         |
|                      | Parfait-Louis Monteil | Parti nationaliste                                  | 4            | 0,49         |
|                      | Henri Rochefort       | Parti nationaliste                                  | 2            | 0,25         |
|                      | Albert Baduel         | Gauche démocratique                                 | 1            | 0,12         |
|                      | Albert de Mun         | Légitimiste - Ligue de la patrie française          | 1            | 0,12         |
|                      | Louis Charles Tillaye | Gauche républicaine                                 | 1            | 0,12         |
|                      |                       |                                                     |              |              |
| Suffrages exprimés   | Suffrages exprimés    | Suffrages exprimés                                  | 812          | 98,54        |
| Votes blancs ou nuls | Votes blancs ou nuls  | Votes blancs ou nuls                                | 12           | 1,46         |
| Total                | Total                 | Total                                               | 824          | 100          |